# Chybotek (Przesieka)
Chybotek – blok skalny na Pogórzu Karkonoskim w województwie dolnośląskim w miejscowości Przesieka.
Blok skalny znajduje się w południowo-zachodniej Polsce w obrębie Karkonoskiego Padołu Śródgórskiego, u podnóża północnych zboczy wzniesienia Płonik, kilkadziesiąt metrów na zachód od Walońskiego Kamienia. Jest to duży blok skalny o masie ok. 7 ton, oparty na niższych skałach tylko w dwóch punktach. Był tak doskonale zrównoważony, że dawał się wprowadzić ręką w lekki ruch przy użyciu niewielkiej siły. Obecnie poruszanie Chybotka nie jest już możliwe, ze względu na zarośnięte podłoże. Zbudowany jest z granitu karkonoskiego. Ze skałą tą związane są też legendy. Jedna z nich mówi o tym, że głaz skrywa wejście do podziemnego skarbca.

## Turystyka
W pobliżu Chybotka przechodzą szlaki turystyczne:
- żółty – fragment prowadzący przez  Borowice, Przesiekę do Jagniątkowa i dalej,
- zielony – fragment prowadzący przez Karpacz Borowice do Przesieki i dalej,
- czarny – prowadzący z Sosnówki Górnej do Sobieszowa,
- niebieski – prowadzący z Podgórzyna Górnego na Przełęcz Karkonoską.